# Valentina (pel·lícula de 2021)
Valentina és una pel·lícula gallega d'animació de 2021, dirigida per Chelo Loureiro, amb guió de la mateixa Loureiro i de Lúa Testa. És el primer llargmetratge de Chelo Loureiro com a directora.
Valentina va guanyar el premi Goya a millor pel·lícula d'animació l'any 2022.

## Sinopsi
Valentina és una nena amb síndrome de Down que viu a Ourense i somia ser trapezista. La seva àvia també té el somni de ser directora d'orquestra algun dia, així que li anima a perseverar. Però Valentina no està molt convençuda i quan vol parlar-ho amb la seva àvia, li expliquen que ha marxat de viatge sense acomiadar-se. Llavors la Valentina decideix anar a buscar-la acompanyada del seu ratolí i de les peces del seu tauler d'escacs.

## Doblatge
- Lucía Seren (veu en gallec), i Pepa Lockhart (veu en castellà), com a Valentina.
- Alicia rábade (veu de la cançó), com a Valentina.
- María Manuela, com a àvia.
- Andrés Suárez Otero, com a pare i rei.
- Lúa Testa, com a mare i reina.
- Uxía Senlle, com a Senyora Lola.
- Coke Couto, com a alfil.
- Helga Méndez, com a cavall.
- Pilocha, com a Senyora Flor.

## Producció
En el projecte de Valentina han participat els estudis Ábano Producciones, de Chelo Loureiro, Estudio Antaruxa, de Brandán Álvarez, Elgatoverde Producciones, Sparkle Animation i Valentina la Película. També han participat RTVE i RTVG, amb el finançament de l'ICAA, AGADIC-Xunta de Galícia, i el suport de Crea, AFIGAL i les diputacions de Pontevedra, Ourense i el Concello de Santiago.
David Pintor va ser el responsable del disseny de personatges i escenaris. Aquest il·lustrador corunyès va crear els escenaris de la pel·lícula basant-se en diferents localitzacions reals de Galícia i del camí de Sant Jaume.
El responsable de la banda sonora va ser Nani Garcia. També a l'apartat musical, Emilio Aragón va escriure una de les cançons de la pel·lícula, i Andrés Suárez va posar veu a cançons i dos personatges. Van col·laborar altres veus de la lírica gallega, com ara María Manuela i Uxía Senlle. Lucía Seren i Pepa Lockhart, dues actrius de doblatge amb síndrome de Down, van ser les encarregades de posar veu a la protagonista.
La pandèmia de COVID-19 va obligar els estudis a treballar en remot, canviar els mètodes i a rebaixar el ritme de treball.
Després de l'entrega dels premis Goya, alguns treballadors de la part cinematogràfica i d'animació del llargmetratge van denunciar impagaments a diversos membres de l'equip i irregularitats a l'autoria del film, reclamant que les tasques de direcció van recaure sobre Brandán de Brano, Raquel Ramos, Raquel Rodríguez i Sandra Varela.

## Guardons
| Any  | Premi                                          | Candidatura                                                                    | Resultat   | Ref.   |
| ---- | ---------------------------------------------- | ------------------------------------------------------------------------------ | ---------- | ------ |
| 2022 | Medalla CEC al millor llargmetratge d'animació | Chelo Loureiro                                                                 | Guanyadora | [ 13 ] |
| 2022 | Goya a la millor pel·lícula d'animació         | Chelo Loureiro, Brandán de Brano, Luís da Matta, Mariano Baratech, Noa García. | Guanyadora | [ 2 ]  |